# جزر إفريقيا

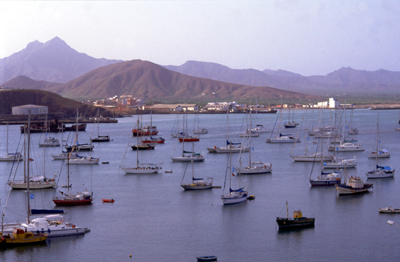

فيما يلي قوائم الجزر الأفريقية:

## جزر دول ذات سيادة

### المحيط الهندي

#### جزر القمر
- القمر الكبرى
- أنجوان
- موهيلي
- مايوت

#### مدغشقر
- جزيرة القديسة ماري (تعرف أيضاً باسم نوسي بوراها)
- نوسي-بيه

#### موريشيوس
- موريشيوس
- جزيرة رودريغيس
- جزر أغاليغا
- جزيرة سانت براندون

#### سيشل
- الجزر الداخلية:
  - لا ديغ
  - جزيرة فيليسيتيه
  - جزيرة ماريان
  - الأخت الكبرى
  - الأخت الصغرى
  - جزيرة كوكوس
  - جزيرة فوش
  - جزيرة سيلوويت (جزيرة الخيال)
  - الجزيرة الشمالية
  - جزيرة الثدييات
  - جزيرة الشعاب
  - جزيرة فريجاتي
  - لو إلوت
  - جزيرة الأبقار
  - بحر البقرة
  - جزيرة الخفاش
  - الصخرة
  - السيدات الثلاثة
  - حفرة كوكوس
  - جزيرة الطيور
  - جزيرة دينيس
  - ماهيه
  - براسلين
  - جزيرة القديسة آن
  - جزيرة روند
  - جزيرة المنتصف
  - جزيرة تيريز
  - صخرة السلاحف
  - جزيرة سويت
  - جزيرة كونسبشين (التصوّر)
  - جزيرة هودول
  - كوكو دان ميلو
  - لونغ آيلاند
  - جزيرة ماليس
  - لوزيليت
  - روش بوكيه
  - جزيرة باليز
  - جزيرة المنارة
  - صخرة الأم العظمى
  - جزيرة كازين
  - جزيرة كوزين
  - زيف
  - الجزيرة الجرداء
  - جزيرة سيش
  - جزيرة كاتشي
  - جزيرة سيرف
  - جزيرة الجرذان
  - سوريس
  - جزيرة كبوشينز
  - Ile De La Police
  - Ilot Lascar
  - صخرة غروس
  - الجزيرة المستصلحة
  - الصخرة الكبيرة
  - جزيرة أنونيم
  - الجزيرة الغريبة
  - سانت بيير
  - فاون
  - جزيرة الباستيل
  - جزيرة بونوم
  - جزيرة بونفيم
  - جزيرة لازار
  - صخرة غروس
  - جزيرة أمور
  - Ile Consolation
  - Matelot Island
  - Maquereau Island
  - Roche Du Sud
  - Takamaka Island
  - Ile Madge
  - Pointe Cocos
  - Ile Zanguille
  - Kittery Island
  - Parasole Island
  - Ile De La Farine
  - Ilot Capitaine
  - Severe Island
  - Cabris Island
  - Roche Babri
  - Cipaille Island
  - Caimant Island
  - Bonne Carre Island
  - Brizare Rock
  - Brule
- الجزر الخارجية:
  - Ile Plate  [لغات أخرى]‏
  - Coëtivy
- Amirantes Group  [لغات أخرى]‏:
  - Rémire
  - D'Arros
  - Desroches
  - Sand
  - Etoile
  - Boudeuse
  - Marie-Louise
  - Desnoeufs
- African Banks:
  - Bancs Africains
  - Ile du Sud
- St. Joseph's Atoll:
  - القديس جوزيف
  - Ile aux Fouquets
  - Resource
  - Petit Carcassaye
  - Grand Carcassaye
  - Benjamin
  - Bancs Ferrari
  - Chiens
  - Pélicans
  - Vars
  - Residence Island
  - جزيرة باول
  - Banc de Sable
  - Bancs aux Cocos
  - جزيرة بولي
- Poivre Atoll:
  - Poivre
  - فلورنتين
  - Ile du Sud
- جزر ألفونس المرجانية وجزر سانت فرانسوا المرجانية:
- مجموعة فاركوار
- جزر فاركوار المرجانية:
  - الجزيرة الشمالية
  - الجزيرة الجنوبية
  - ماناهاس الشمالية
  - ماناهاس الوسطى
  - ماناهاس الجنوبية
  - جزيرة الصواري
  - الأرانب
  - Ile du Milieu
  - Déposés
  - Bancs de Sable
- جزيرة بروفيدانس المرجانية:
  - بروفيدانس
  - ضفاف بروفيدانس
  - جزيرة القديس بيير
  - Cerf Island
- مجموعة ألدابرا
- جزيرة ألدابرا المرجانية:
  - تير الكبرى
  - جزيرة ألدابرا المرجانية
  - بوليمني
  - مالابار
  - جزيرة ميشيل
  - جزيرة اسبرت
  - Ile aux Moustiques
  - Ilot Parc
  - Ilot Emile
  - Ilot Yangue
  - Ilot Magnan
  - Ile Lanier
  - Champignon des Os
  - Euphrates Islet
  - Grand Mentor
  - Grand Ilot
  - الصخرة الخضراء
  - Gros Ilot Gionnet
  - Gros Ilot Sésame
  - صخرة هيرون
  - جزيرة هايد
  - Ile aux Aigrettes
  - Ile aux Cèdres
  - جزر تشالاند
  - جزيرة فانغام
  - جزيرة هيرون
  - جزيرة ميشيل
  - Ile Suacco
  - جزيرة سلفستر
  - جزيرة فيرتي
  - Ilot Déder
  - الجزيرة الجنوبية
  - الجزيرة الوسطى
  - الجزيرة الشمالية
  - جزيرة دوبوا
  - جزيرة ماكاو
  - جزيرة ماركوا
  - جزر نيسوا
  - جزيرة سالاد
  - جزيرة الصف الوسطى
  - صخرة نودي
  - جزيرة الصف الشمالية
  - Petit Mentor
  - Petit Mentor Endans
  - Petits Ilots
  - الصخرة الوردية
  - جزيرة الصف الجنوبية
  - المائدة المستديرة
- جزيرة كوزموليدو المرجانية:
  - ميناي
  - الجزيرة الشمالية
  - Ile Nord-Est
  - Ile du Trou
  - Goëlettes
  - بوليتي الكبرى
  - بوليتي الصغرى
  - Grand Ile (Wizard)
  - Pagode
  - Ile du Sud-Ouest
  - Ile aux Moustiques
  - Ile Baleine
  - Ile aux Chauve-Souris
  - Ile aux Macaques
  - Ile aux Rats
  - Ile du Nord-Ouest
  - Ile Observation
  - Ile Sud-Est
  - Ilot la Croix
  - جزيرة آستوف
  - جزيرة أسمبشين

### المحيط الأطلسي

#### الرأس الأخضر
- بوا فيستا
- برافا  [لغات أخرى]‏
- فوغو  [لغات أخرى]‏
- مايو  [لغات أخرى]‏
- سال، الرأس الأخضر
- Santa Luzia  [لغات أخرى]‏
- سانتو أنتاو (الرأس الأخضر)
- São Nicolau  [لغات أخرى]‏
- سانتياغو
- ساو فيسنتي، الرأس الأخضر

#### ساو توميه وبرينسيب
- برينسيب
- ساو توميه
- رولاس

## محميات ومستعمرات أوروبية

### فرنسا

#### مايوت
- مايوت
  - الأرض الكبرى
  - الأرض الصغرى

#### ريونيون
- ريونيون

### إسبانيا

#### جزر الكناري
- جزر الكناري
  - لانزاروت
  - فويرتيفنتورا
  - كناريا الكبرى
  - تنريف
  - لا غوميرا
  - لا بالما
  - إل هييرو

## دول أخرى

### جيبوتي
- Maskali Island
- جزيرة موشا  [لغات أخرى]‏
- Sept Freres, Djibouti

### غينيا الاستوائية
- أنوبون
- بيوكو (formerly Fernando Po)
- Corisco
- Elobey Grande
- Elobey Chico

### إريتريا
- أرخبيل دهلك
  - دهلك الكبير
  - جزيرة حرمل
  - Howakil
  - نورة (جزيرة)
  - جزيرة نورا
- فاطوما
- حاليب
- جزر هواكيل
- جزيرة ماساوا

### غينيا
- جزر لوس
- جزيرة تومبو

### غينيا بيساو
- Bijagós Archipelago

### كينيا
- جزيرة لامو
- جزيرة ماندا
- جزيرة سامولي

### ليبيريا
- Providence Island (Liberia)

### مالاوي
- Chizumulu
- Likoma

### موزمبيق
- Angoche Island
- Bazaruto Archipelago
- Chiloane Island
- Inhaca Island
- جزيرة موزامبيق
- Primeiras and Segundas Archipelago
- Quirimbas Islands

### ناميبيا
- جزيرة ألبرتوس (ناميبيا)
- جزيرة الطير (ناميبيا)
- جزيرة الصخرة السوداء
- False Plum Pudding Island
- جزيرة فلامينغو
- جزيرة هاليفاكس
- جزيرة ميركوري
- إمباليلا
- North Long Island
- جزر البطريق
- Plumpudding Island
- Pomona Island
- Possession Island  [لغات أخرى]‏
- Roastbeef Island
- Seal Island
- Shark Island  [لغات أخرى]‏
- Sinclair's Island
- South Long Island

### السنغال
- جزيرة غوريه
- جزر مادلاينز
- مورفيل

### سيراليون
- جزر الموز
- جزيرة بونس
- Sherbro Island (now Bonthe Island)
- Turtle Islands  [لغات أخرى]‏

### الصومال
- جزر باجوني
- Addilo Island
- Aibat Island
- Ambuu Island
- Bandarka Island
- Bangadini Island
- Bantaabsi Island
- Bavadi Island
- Bawaadi Island
- Bengadiiene island
- Biramlide Island
- Koyama (island)

### جنوب أفريقيا
- جزيرة داسن
- جزيرة روبن
- جزيرة الفقمة
- جزيرة ماريون (جزر الأمير إدوارد)

### السودان
- محمية مكور الطبيعية
- منتزه أرخبيل سواكن الوطني

### تنزانيا
- جزيرة مافيا
- جزيرة بمبا
- زنجبار
- أوكريوي

### تونس
- جربة
- جالطة
- قرقنة
  - جزيرة شرقي
  - جزيرة غربي
- الجامور الكبير

### أوغندا
- جزر سيسي